# Lars E. Andersen
 Ikke at forveksle med Lars Erslev Andersen.
Lars Edslev Andersen er en dansk landsdommer og formand for Skattesagskommissionen. Kommissionens øvrige medlemmer er advokat Martin Simonsen og professor Niels Fenger. Andersen er udpeget af Vestre og Østre Landsret.
Siden 1992 har han været dommer i Vestre Landsret, men mens kommissionsarbejdet pågår, er han fritaget for sit arbejde i Landsretten.